# Rębkowo
Rębkowo – wieś w Polsce położona w województwie mazowieckim, w powiecie pułtuskim, w gminie Winnica. Ma status sołectwa.
Wieś szlachecka położona była w drugiej połowie XVI wieku w ziemi zakroczymskiej. W latach 1975–1998 miejscowość administracyjnie należała do województwa ciechanowskiego.